# Jan Ciecierski (aktor)

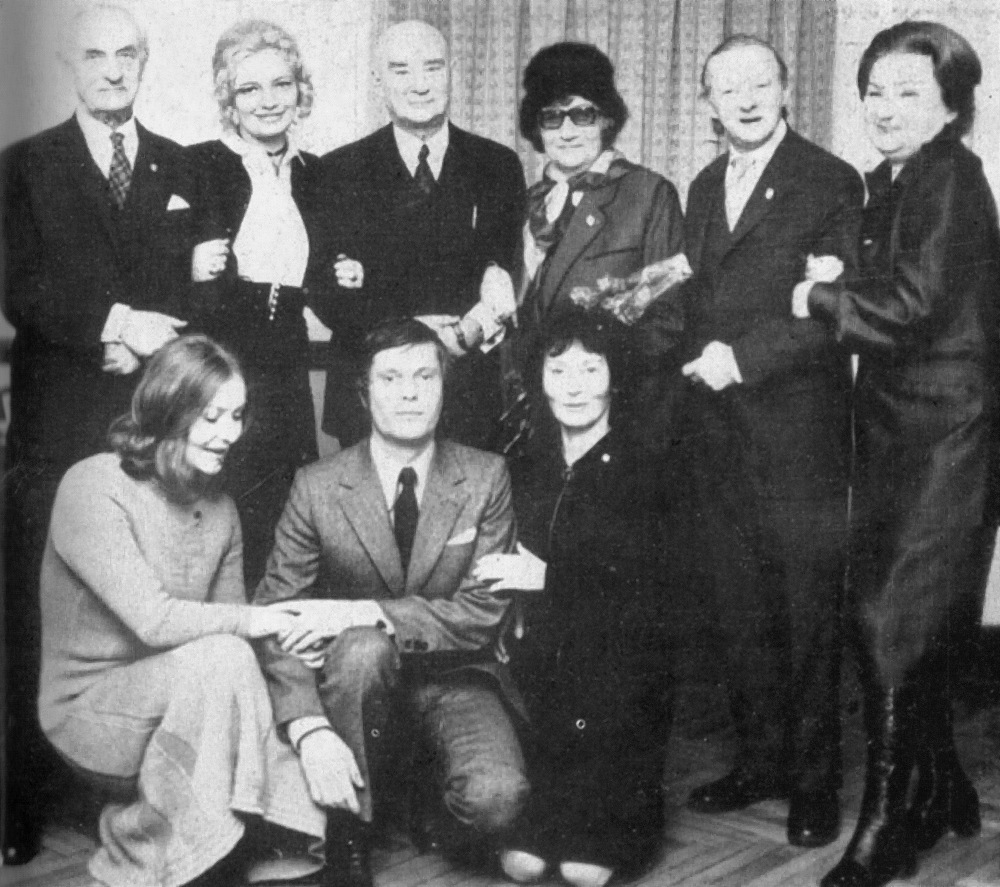
„Matysiakowie”, Jan Ciecierski pierwszy z lewej

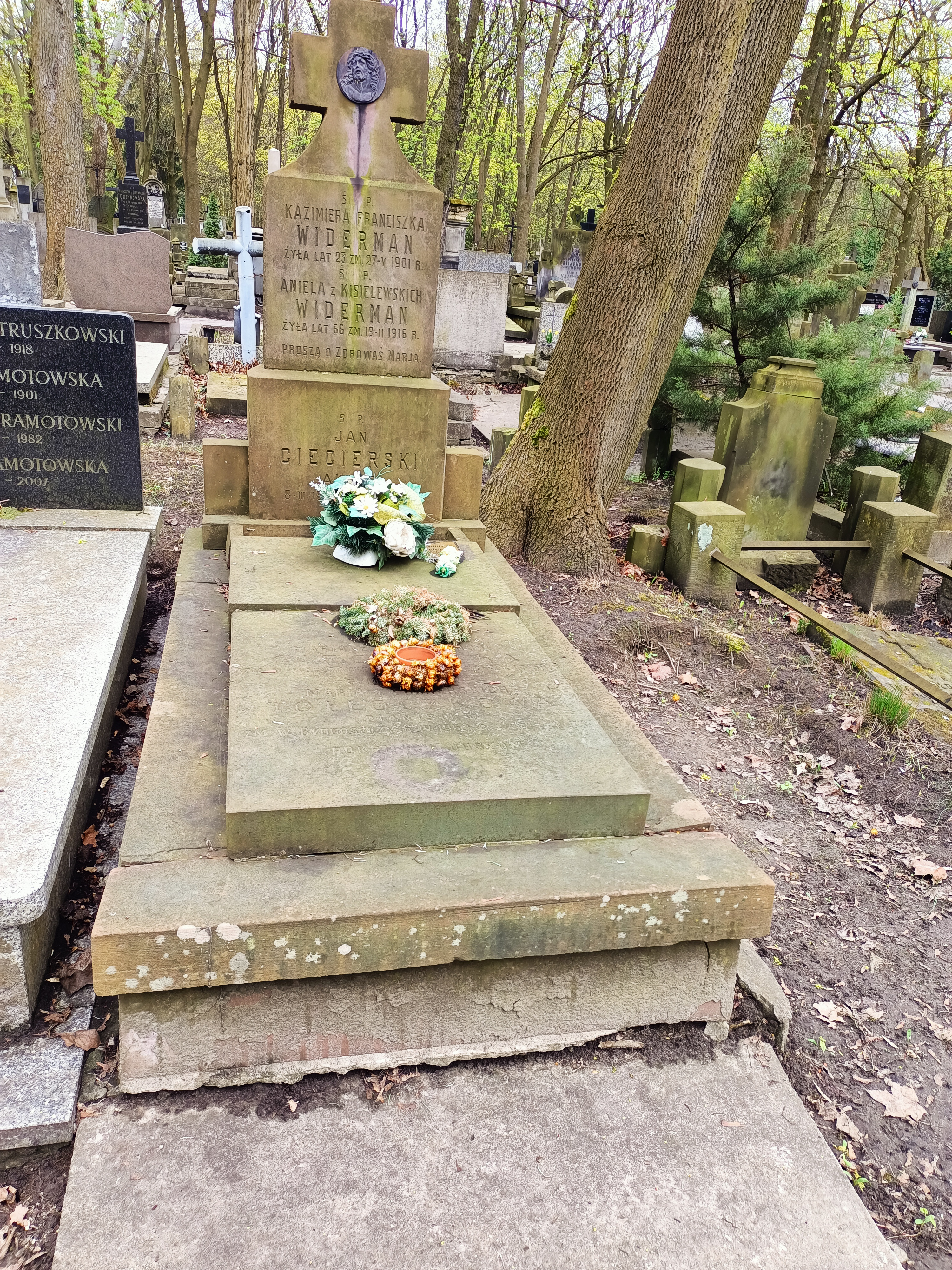
Grób Jana Ciecierskiego na cmentarzu Powązkowskim w Warszawie

Jan Ciecierski (ur. 8 marca 1899 w Warszawie, zm. 20 lutego 1987 tamże) – polski aktor teatralny i filmowy.

## Życiorys
Urodził się w rodzinie Konstantego i Marii z Widermanów (zm. 1939). Po I wojnie światowej odbył służbę wojskową w 13 pułku ułanów. Ukończył gimnazjum Kulwiecia w Warszawie. Studiował prawo na Uniwersytecie Warszawskim do 1924 r., ale przeniósł się do Konserwatorium Warszawskiego, gdzie w 1927 w Oddziale Dramatycznym ukończył studia aktorskie. Na scenie teatralnej zadebiutował 7 września 1926, w filmie w 1938.
W 1939 został zmobilizowany jako porucznik rezerwy, a po kampanii wrześniowej został internowany na Litwie. Po ucieczce z obozu do 1941 grał na scenie Teatru Polskiego w Wilnie. W 1942 przybył do Warszawy, gdzie, wraz z grupą aktorów, do której należała m.in. Danuta Szaflarska, utworzył Teatr Frontowy AK. Uczestniczył w konspiracyjnym życiu artystycznym, m.in. w pracach Tajnego Teatru Wojskowego i Teatrze Wyobraźni Tadeusza Byrskiego.
Po II wojnie grał w Starym Teatrze w Krakowie i w objazdowym Teatrze Kameralnym TUR. Był wykładowcą Studia Aktorskiego działającego przy Starym Teatrze. Od 1947 był związany z teatrami warszawskimi. W latach 1959–1981 grywał także w Teatrze Telewizji. Związany z Teatrem Polskiego Radia, popularność zdobył jako Józef Matysiak w popularnej powieści radiowej Matysiakowie, w której występował od 15 grudnia 1956.
Autor wspomnień Mistrzowie i koledzy (1979) i Zwyczajne życie aktora (1989).
Był członkiem Kapituły Zasłużonych ZASP-u.

### Życie prywatne
Ojciec malarza Tomasza Ciecierskiego (1945–2024) oraz scenografa i kostiumografa Jana Antoniego Ciecierskiego (ur. 1948).
Zmarł w Warszawie, pochowany na cmentarzu Powązkowskim (kwatera 264-4-24).

## Kariera zawodowa
- Teatr Polski w Katowicach 1927–1928 – aktor
- Placówka Żywego Słowa Warszawa 1928–1929 – aktor
- Teatr na Pohulance i Teatr Lutnia w Wilnie 1929–1932 – aktor
- Teatr Narodowy w Warszawie 1932–1934 – aktor
- Teatr Reduta w Warszawie 1934–1936 – aktor
- Teatr Kameralny Warszawa 1936–1936 – aktor
- Teatr Narodowy w Warszawie 1936–1939 – aktor
- Teatr Polski w Wilnie 1939–1941 – aktor
- Studio Aktorskie przy Starym Teatrze Kraków 1945–1946 – wykładowca
- Stary Teatr im. Heleny Modrzejewskiej w Krakowie 1945–1946 – aktor
- Teatr Kameralny TUR w Krakowie 1946–1947 – aktor
- Miejskie Teatry Dramatyczne w Warszawie 1947–1948 – aktor-reżyser
- Teatr Polski w Warszawie 1948–1957 – aktor
- Teatr Ateneum w Warszawie 1957–1958 – aktor
- Teatr Polski w Warszawie 1958–1962 – aktor
- Teatr Narodowy w Warszawie 1962–1987 – aktor

## Filmografia
- Dziewczyna szuka miłości (1938)
- Granica (1938) jako lekarz
- Szczęśliwa trzynastka (1938) jako konferansjer
- Geniusz sceny (1939) jako arendarz
- Ja tu rządzę (1939/1941) jako Lokaj prezesa Żurka- Żurkowskiego
- Za wami pójdą inni (1949) jako Konstanty
- Czarci żleb (1949) jako Michał, lokaj hrabiego
- Pierwsze dni (1951) jako Błażej Plewa
- Młodość Chopina (1951) jako doktor Malfatti
- Warszawska premiera (1951) jako biskup
- Żołnierz zwycięstwa (1953) jako generał, członek Związku Patriotów Polskich; nie występuje w czołówce
- Autobus odjeżdża 6.20 (1954) jako Zapała
- Opowieść atlantycka (1954) jako drwal
- Podhale w ogniu (1955) jako dziad
- Sprawa pilota Maresza (1955) jako okulista w Centralnym Instytucie Badań Lotniczo-Lekarskich
- Trzy kobiety (1956) jako ksiądz
- Popiół i diament (1958) jako portier
- Awantura o Basię (1959) jako doktor
- Samson (1961) jako Józef Malina
- Piekło i niebo (1966) jako Kostuś, przyjaciel Ignacego
- Duch z Canterville (1967) jako kamerdyner Georg
- Stawka większa niż życie (1967) odc. 8 jako Gajowy Rudziński
- Ortalionowy dziadek  (1968) jako brydżysta
- Romantyczni (1970) jako hrabia Turno
- Gniewko, syn rybaka (1970) jako Pachoł Sulisława
- Prawdzie w oczy (1970) jako ojciec Frydmana
- Rola (1971) jako Franciszek
- Nicponie (1973) jako profesor
- Gąszcz (1974) jako Michał Jakubiec
- Kazimierz Wielki (1975) jako Lirnik
- Lalka (1977), odc. 3, 6, 9 jako baron Dalski
- Romans Teresy Hennert (1978) jako woźny
- Aktorzy prowincjonalni (1978) jako Burski
- Dyrygent (1979) jako ojciec Marty
- Królowa Bona (1980) jako Gaetano, sługa Bony
- Polonia Restituta (1980) jako Józef Ostrowski (członek Rady Regencyjnej)
- 07 zgłoś się (1981), odc. 11 Wagon pocztowy jako elektryk Gałecki

## Ordery i odznaczenia
- Order Sztandaru Pracy I klasy
- Krzyż Kawalerski Orderu Odrodzenia Polski (11 lipca 1955)[3]
- Medal 10-lecia Polski Ludowej (19 stycznia 1955)[4]
- Odznaka 1000-lecia Państwa Polskiego (1967)[5]
- Złota Odznaka honorowa „Za Zasługi dla Warszawy” (1977)

## Nagrody
- nagroda na MFF w Karlovych Varach za rolę Plewy w filmie Pierwsze dni w reżyserii Jana Rybkowskiego (1952)
- Nagroda Państwowa II stopnia za rolę Plewy w filmie Pierwsze dni (1952)[6]
- nagroda przewodniczącego Komitetu do Spraw Radia i Telewizji I stopnia za całokształt działalności artystycznej w programach PR i TVP (1978)
- nagroda przewodniczącego Komitetu do Spraw Radia i Telewizji I stopnia za kreację aktorską w powieści radiowej Matysiakowie (1982)
- nagroda miasta st. Warszawy (1982)